# Katharina Liensberger
Katharina Liensberger (ur. 1 kwietnia 1997 w Feldkirch) – austriacka narciarka alpejska, trzykrotna medalistka olimpijska, wielokrotna medalistka mistrzostw świata i trzykrotna medalistka mistrzostw świata juniorów.

## Kariera
Po raz pierwszy na arenie międzynarodowej pojawiła się 11 listopada 2013 roku w Sulden, gdzie w zawodach juniorskich zajęła 29. miejsce w gigancie. W 2015 roku wywalczyła brązowy medal w tej konkurencji podczas olimpijskiego festiwalu młodzieży Europy w Malbun. Na rozgrywanych dwa lata później mistrzostwach świata juniorów w Åre zajęła drugie miejsce w slalomie oraz w zawodach drużynowych. Ponadto podczas mistrzostw świata juniorów w Davos w 2018 roku ponownie była druga w slalomie.
W zawodach Pucharu Świata zadebiutowała 12 stycznia 2016 roku we Flachau, gdzie nie zakwalifikowała się do pierwszego przejazdu w slalomie. Pierwsze pucharowe punkty wywalczyła 29 grudnia 2016 roku w Semmering, kończąc slalom na 22. pozycji. W czołowej dziesiątce po raz pierwszy znalazła się 3 stycznia 2018 roku w Zagrzebiu, zajmując ósme miejsce w slalomie. Nieco ponad rok później, 8 stycznia 2019 roku we Flachau po raz pierwszy stanęła na podium zawodów PŚ, zajmując trzecie miejsce w slalomie. Wyprzedziły ją tylko Słowaczka Petra Vlhová i Mikaela Shiffrin z USA. Najlepsze wyniki osiągnęła w sezonie 2020/2021, kiedy zajęła piąte miejsce w klasyfikacji generalnej, a w klasyfikacji slalomu wygrała. Ponadto w sezonie 2019/2020 była trzecia w klasyfikacji slalomu.
W 2018 roku wzięła udział w igrzyskach olimpijskich w Pjongczangu, gdzie wspólnie z kolegami i koleżankami z reprezentacji zdobyła srebrny medal w zawodach drużynowych. Wystartowała także w slalomie kończąc rywalizację na ósmej pozycji. Srebrny medal w zawodach drużynowych zdobyła także na mistrzostwach świata w Åre w 2019 roku. Kolejne medale wywalczyła podczas mistrzostw świata w Cortina d’Ampezzo w 2021 roku. Najpierw ex aequo z Włoszką Martą Bassino zwyciężyła w gigancie równoległym. Następnie zajęła trzecie miejsce w gigancie, plasując się za Larą Gut-Behrami ze Szwajcarii i Mikaelą Shiffrin. Ponadto razem z reprezentacją Austrii wywalczyła złoto w zawodach drużynowych. Na igrzyskach olimpijskich w Pekinie rok później dwukrotnie stawała na podium. W slalomie zdobyła srebrny medal, rozdzielając Petrę Vlhovą i Szwajcarkę Wendy Holdener. Następnie wywalczyła kolejny złoty medal w zawodach drużynowych. Kolejny medal zdobyła na mistrzostwach świata w Saalbach w 2025 roku, kończąc slalom na trzeciej pozycji. Wyprzedziły ją Szwajcarki: Camille Rast i Wendy Holdener.

## Osiągnięcia

### Igrzyska olimpijskie
| Miejsce | Dzień     | Rok  | Miejscowość | Konkurencja | Czas biegu | Strata | Zwyciężczyni     |
| ------- | --------- | ---- | ----------- | ----------- | ---------- | ------ | ---------------- |
| 8.      | 16 lutego | 2018 | Pjongczang  | Slalom      | 1:38,63    | +1,94  | Frida Hansdotter |
| 2.      | 24 lutego | 2018 | Pjongczang  | Drużynowo   | –          | –      | Szwajcaria       |
| 15.     | 7 lutego  | 2022 | Pekin       | Gigant      | 1:55,69    | +2,55  | Sara Hector      |
| 2.      | 9 lutego  | 2022 | Pekin       | Slalom      | 1:44,98    | +0,08  | Petra Vlhová     |
| złoto   | 20 lutego | 2022 | Pekin       | Drużynowo   | –          | –      | –                |

### Mistrzostwa świata
| Miejsce | Dzień     | Rok  | Miejscowość        | Konkurencja          | Czas biegu | Strata | Zwyciężczyni           |
| ------- | --------- | ---- | ------------------ | -------------------- | ---------- | ------ | ---------------------- |
| 2.      | 12 lutego | 2019 | Åre                | Drużynowo            | –          | –      | Szwajcaria             |
| 12.     | 14 lutego | 2019 | Åre                | Gigant               | 2:01,97    | +2,49  | Petra Vlhová           |
| 4.      | 16 lutego | 2019 | Åre                | Slalom               | 1:57,05    | +1,43  | Mikaela Shiffrin       |
| 1.      | 16 lutego | 2021 | Cortina d’Ampezzo  | Gigant równoległy    | –          | –      | ex aequo Marta Bassino |
| 5.      | 17 lutego | 2021 | Cortina d’Ampezzo  | Zawody drużynowe     | –          | –      | Norwegia               |
| 3.      | 18 lutego | 2021 | Cortina d’Ampezzo  | Gigant               | 2:30,66    | +0,09  | Lara Gut-Behrami       |
| 1.      | 20 lutego | 2021 | Cortina d’Ampezzo  | Slalom               | 2:30,66    | –      | –                      |
| 24.     | 17 lutego | 2023 | Courchevel/Méribel | Gigant               | 2:07,13    | +2,97  | Mikaela Shiffrin       |
| 20.     | 18 lutego | 2023 | Courchevel/Méribel | Slalom               | 1:43,15    | +1,90  | Laurence St. Germain   |
| 5.      | 11 lutego | 2025 | Saalbach           | Kombinacja drużynowa | 2:40,89    | +0,69  | Stany Zjednoczone      |
| 12.     | 13 lutego | 2025 | Saalbach           | Gigant               | 2:22,71    | +4,55  | Federica Brignone      |
| 3.      | 15 lutego | 2025 | Saalbach           | Slalom               | 1:58,00    | +1,32  | Camille Rast           |

### Mistrzostwa świata juniorów
| Miejsce | Dzień       | Rok  | Miejscowość | Konkurencja     | Czas biegu | Strata | Zwyciężczyni        |
| ------- | ----------- | ---- | ----------- | --------------- | ---------- | ------ | ------------------- |
| DNS     | 27 lutego   | 2016 | Soczi       | Zjazd           | 1:13,95    | –      | Valérie Grenier     |
| 29.     | 29 lutego   | 2016 | Soczi       | Supergigant     | 1:10,48    | +3,97  | Nina Ortlieb        |
| DNF2    | 1 marca     | 2016 | Soczi       | Superkombinacja | 1:59,32    | –      | Aline Danioth       |
| DNF2    | 2 marca     | 2016 | Soczi       | Gigant          | 2:12,39    | –      | Jasmina Suter       |
| 7.      | 5 marca     | 2016 | Soczi       | Slalom          | 1:37,41    | +4,08  | Elisabeth Willibald |
| 2.      | 12 marca    | 2017 | Åre         | Gigant          | 1:58,38    | +0,13  | Laura Pirovano      |
| DNF2    | 13 marca    | 2017 | Åre         | Slalom          | 1:42,81    | –      | Camille Rast        |
| 2.      | 30 stycznia | 2018 | Davos       | Gigant          | 1:39,66    | +0,13  | Julia Scheib        |
| DNF2    | 31 stycznia | 2018 | Davos       | Slalom          | 1:46,51    | –      | Meta Hrovat         |

### Puchar Świata

#### Miejsca w klasyfikacji generalnej
- sezon 2016/2017: 106.
- sezon 2017/2018: 36.
- sezon 2018/2019: 12.
- sezon 2019/2020: 16.
- sezon 2020/2021: 5.
- sezon 2021/2022: 15.
- sezon 2022/2023: 39.
- sezon 2023/2024: 18.
- sezon 2024/2025: 11.

#### Miejsca na podium w zawodach
1. Flachau – 8 stycznia 2019 (slalom) – 3. miejsce
2. Lienz – 28 grudnia 2019 (gigant) – 3. miejsce
3. Zagrzeb – 5 stycznia 2020 (slalom) – 3. miejsce
4. Levi – 21 listopada 2020 (slalom) – 3. miejsce
5. Levi – 22 listopada 2020 (slalom) – 3. miejsce
6. Semmering – 29 grudnia 2020 (slalom) – 2. miejsce
7. Zagrzeb – 3 stycznia 2021 (slalom) – 2. miejsce
8. Flachau – 12 stycznia 2021 (slalom) – 2. miejsce
9. Åre – 12 marca 2021 (slalom) – 2. miejsce
10. Åre – 13 marca 2021 (slalom) – 1. miejsce
11. Lenzerheide – 20 marca 2021 (slalom) – 1. miejsce
12. Lienz – 29 grudnia 2021 (slalom) – 2. miejsce
13. Zagrzeb – 4 stycznia 2022 (slalom) – 3. miejsce
14. Åre – 12 marca 2022 (slalom) – 1. miejsce
15. Levi – 11 listopada 2023 (slalom) – 3. miejsce
16. Levi − 16 listopada 2024 (slalom) – 2. miejsce
17. Semmering – 29 grudnia 2024 (slalom) – 3. miejsce
18. Åre – 9 marca 2025 (slalom) – 2. miejsce